# Planinarski dom Putalj
Planinarski dom Putalj je planinarski dom na južnim padinama Kozjaka, iznad Kaštel Sućurca, na nadmorskoj visini od 460 m. Objektom upravlja HPD Kozjak iz Kaštel Sućurca.
Ovaj objekt, jedan od najvećih planinarskih domova u Dalmaciji, je zidana kuća s prostranim vidikovcem s kojeg puca pogled na Kaštelanski zaljev, Solin i Split. Kuća ima dvije blagovaonice, kuhinju te nekoliko spavaonica. Dom je dostupan automobilom.